# Warlaing
Warlaing est une commune française située dans le département du Nord, en région des Hauts-de-France.

## Géographie

### Situation
Warlaing est un village de l'Ostrevent, dans l'ancien bassin minier du Nord-Pas-de-Calais, situé au cœur du parc naturel régional Scarpe-Escaut, dans la vallée de la Scarpe. Il jouxte par l'est Marchiennes, et se trouve à vol d'oiseau à 15 km au nord-ouest de Valenciennes, 27 km au nord de Cambrai, 18 km au nord-est de Douai, 30 km au sud-est de Lille et 10 km au sud de la frontière franco-belge, ainsi qu'à 22 km de Tournai.
Le sentier de grande randonnée GR 121 et le sentier de grande randonnée de pays GRP du bassin minier du Nord-Pas-de-Calais y passent.
Il se trouve dans l'aire d'attraction de Lille (partie française), dans la zone d'emploi de Valenciennes et dans le bassin de vie de Marchiennes.

### Communes limitrophes
Les communes limitrophes sont  Hasnon, Marchiennes, Tilloy-lez-Marchiennes et Wandignies-Hamage.
|             | Tilloy-lez-Marchiennes |        |
| Marchiennes | Warlaing               | Hasnon |
|             | Wandignies-Hamage      |        |

### Géologie et relief
La superficie de la commune est de 3,89 km2 ; son altitude varie de 16  à   19 mètres.

### Hydrographie

#### Réseau hydrographique

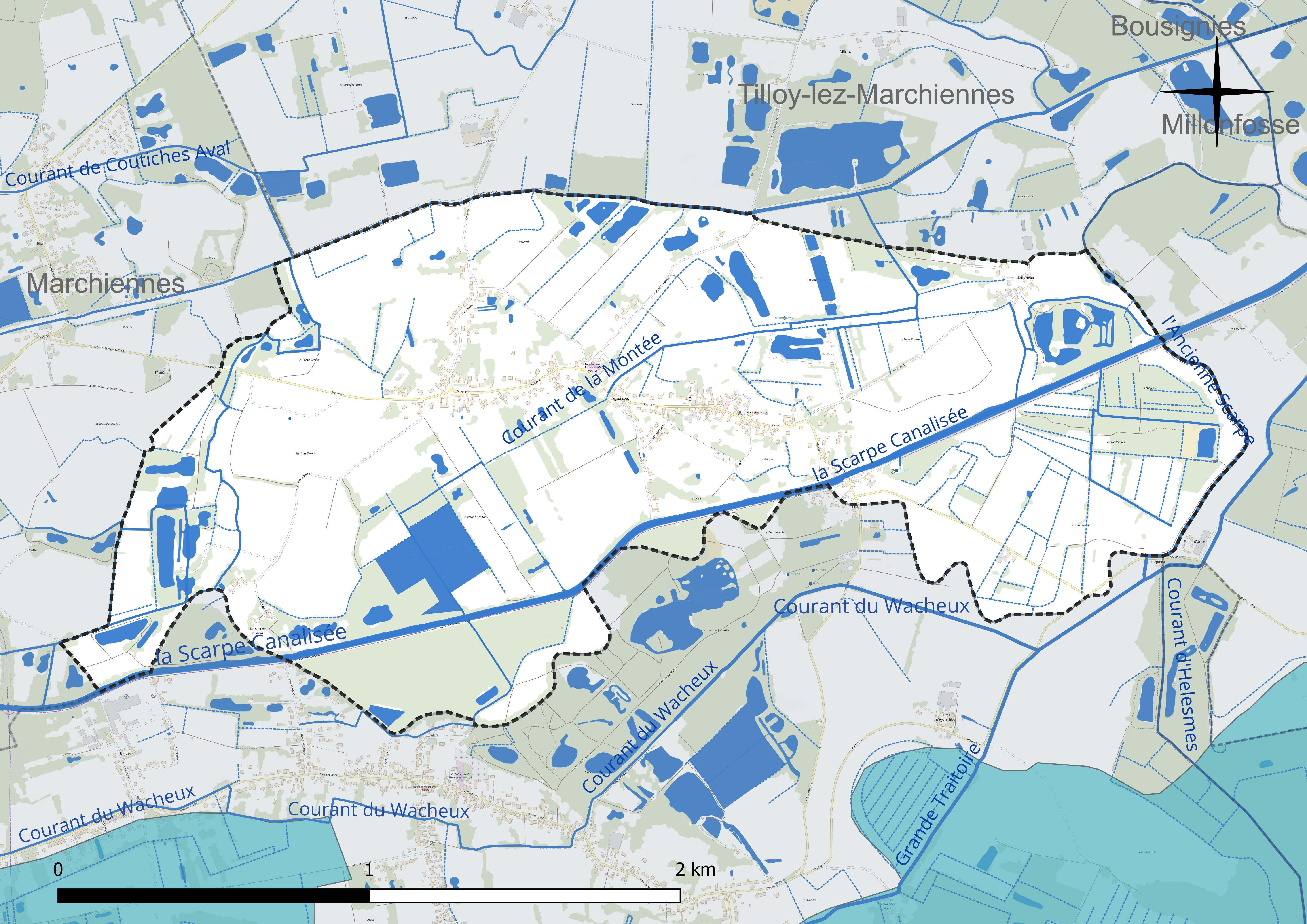
Réseau hydrographique de Warlaing.

La commune est située dans le bassin Artois-Picardie.
Elle est drainée par la Scarpe canalisée, le canal du Décours, le Courant de la Montée, la Fercotte, le Courant de Coutiches Aval et divers autres petits cours d'eau,.
La Scarpe canalisée et une section canalisée de la Scarpe, d'une longueur de 67 km, prend sa source dans la commune de Arras et se jette  dans l'Escaut canalisée à Mortagne-du-Nord, après avoir traversé 34 communes.
Le canal du Décours, d'une longueur de 16 km, prend sa source dans la commune de Flines-lez-Raches et se jette  dans la Scarpe canalisée à Saint-Amand-les-Eaux, après avoir traversé sept communes.

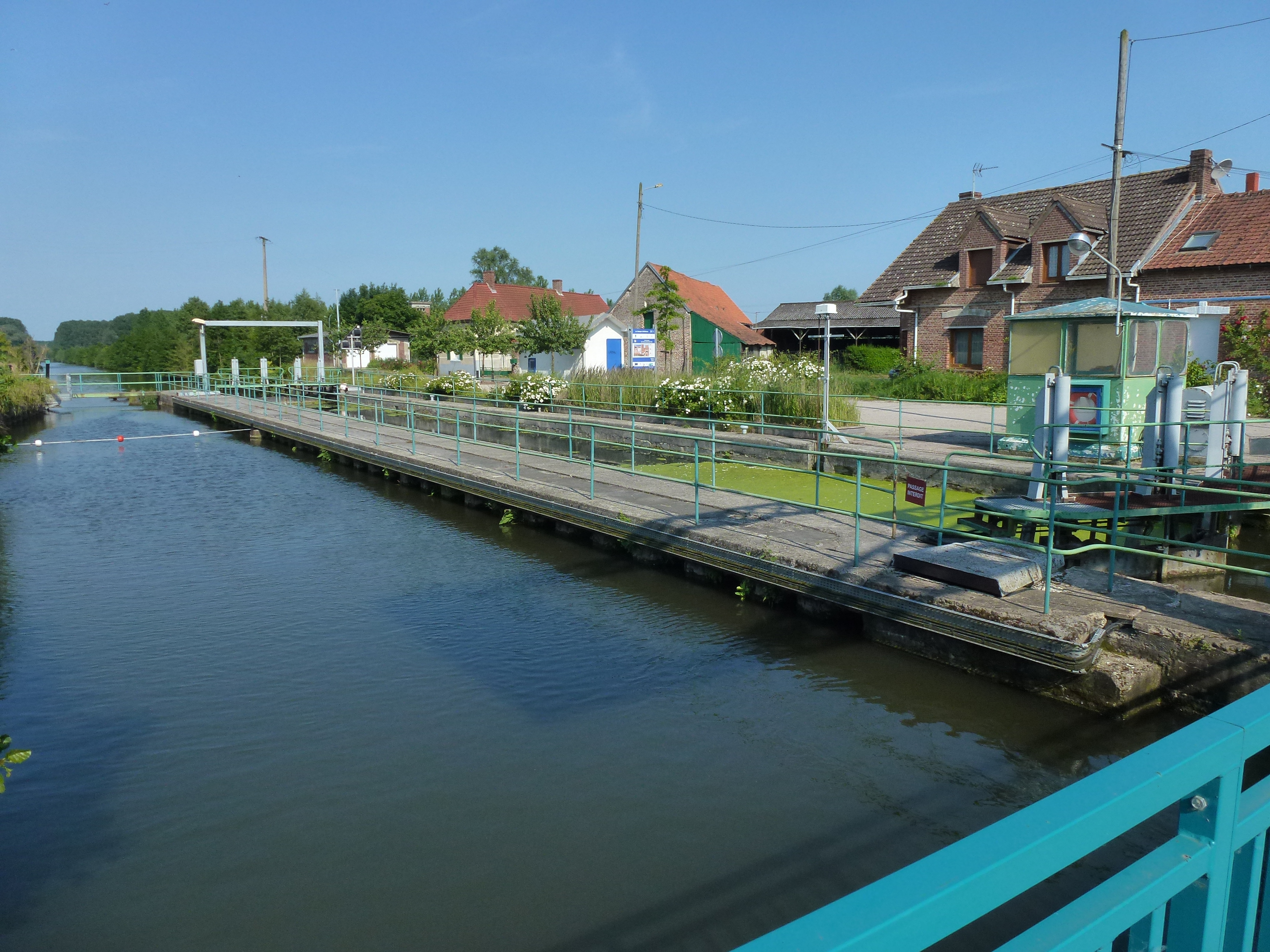
L'écluse de la Scarpe.
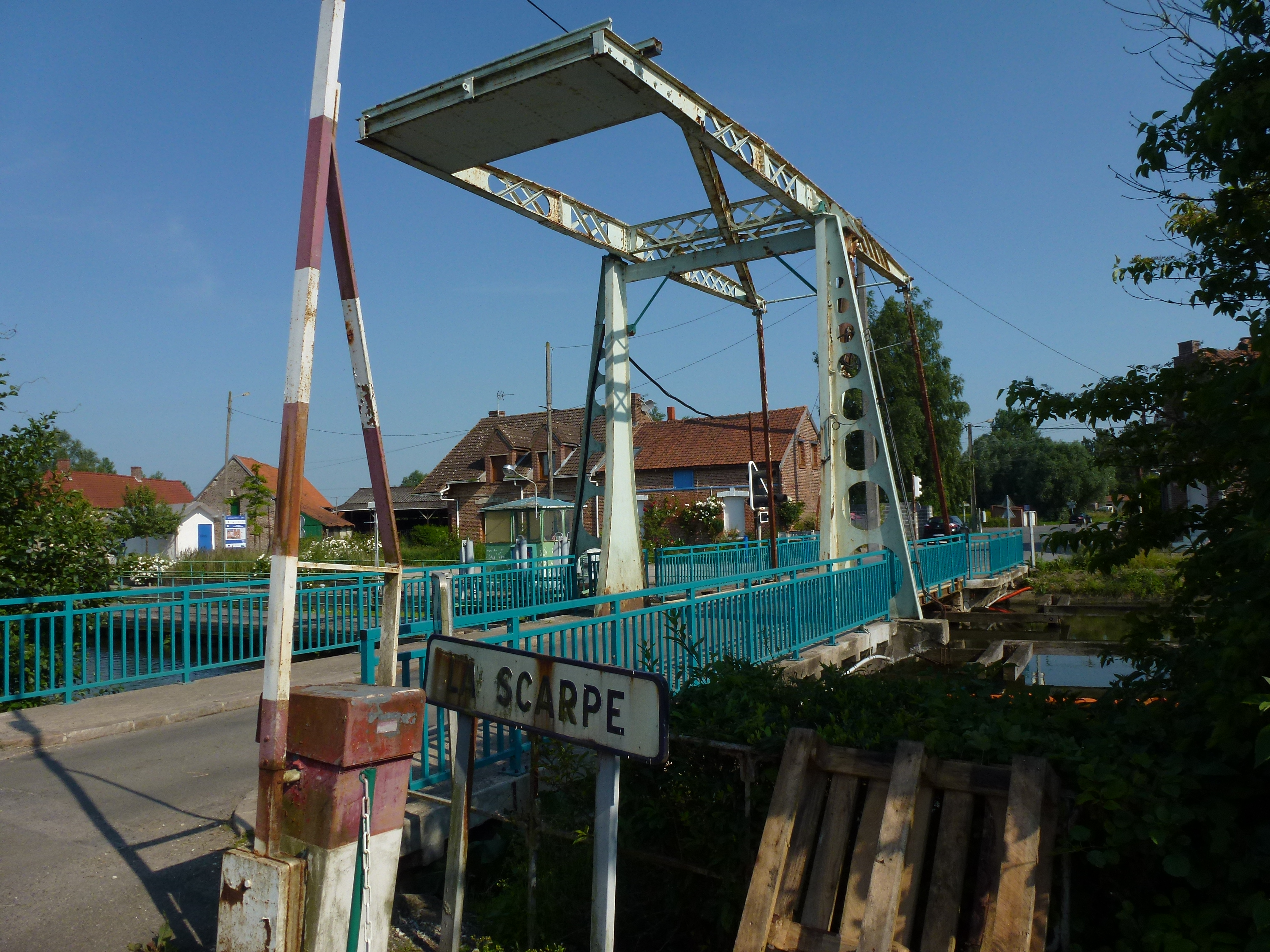
Le pont-bascule sur la Scarpe.

#### Gestion et qualité des eaux
Le territoire communal est couvert par le schéma d'aménagement et de gestion des eaux (SAGE) « Scarpe aval ». Ce document de planification concerne un territoire de 624 km2 de superficie, délimité par le bassin versant de la Scarpe aval, comprenant la Pévèle, la plaine de la Scarpe et le bassin minier avec l'Ostrevent. Le périmètre a été arrêté le 18 mars 1997 et le SAGE proprement dit a été approuvé le 12 mars 2009, puis révisé le 5 juillet 2021. La structure porteuse de l'élaboration et de la mise en œuvre est le parc naturel régional Scarpe-Escaut.
La qualité des cours d'eau peut être consultée sur un site dédié géré par les agences de l'eau et l'Agence française pour la biodiversité.

### Climat
Pour des articles plus généraux, voir climat des Hauts-de-France et climat du Nord.
En 2010, le climat de la commune est de type climat océanique dégradé des plaines du Centre et du Nord, selon une étude du CNRS s'appuyant sur une série de données couvrant la période 1971-2000. En 2020, Météo-France publie une typologie des climats de la France métropolitaine dans laquelle la commune est exposée à un climat océanique et est dans la région climatique Nord-est du bassin Parisien, caractérisée par un ensoleillement médiocre, une pluviométrie moyenne régulièrement répartie au cours de l'année et un hiver froid (3 °C).
Pour la période 1971-2000, la température annuelle moyenne est de 10,7 °C, avec une amplitude thermique annuelle de 14,5 °C. Le cumul annuel moyen de précipitations est de 687 mm, avec 12,1 jours de précipitations en janvier et 9,4 jours en juillet. Pour la période 1991-2020, la température moyenne annuelle observée sur la station météorologique la plus proche, située sur la commune de Valenciennes à 15 km à vol d'oiseau, est de 11,0 °C et le cumul annuel moyen de précipitations est de 694,1 mm,. Pour l'avenir, les paramètres climatiques de la commune estimés pour 2050 selon différents scénarios d'émission de gaz à effet de serre sont consultables sur un site dédié publié par Météo-France en novembre 2022.

## Urbanisme

### Typologie
Au 1er janvier 2024, Warlaing est catégorisée commune rurale à habitat dispersé, selon la nouvelle grille communale de densité à sept niveaux définie par l'Insee en 2022.
Elle est située hors unité urbaine. Par ailleurs la commune fait partie de l'aire d'attraction de Lille (partie française), dont elle est une commune de la couronne,. Cette aire, qui regroupe 201 communes, est catégorisée dans les aires de 700 000 habitants ou plus (hors Paris),.

### Occupation des sols

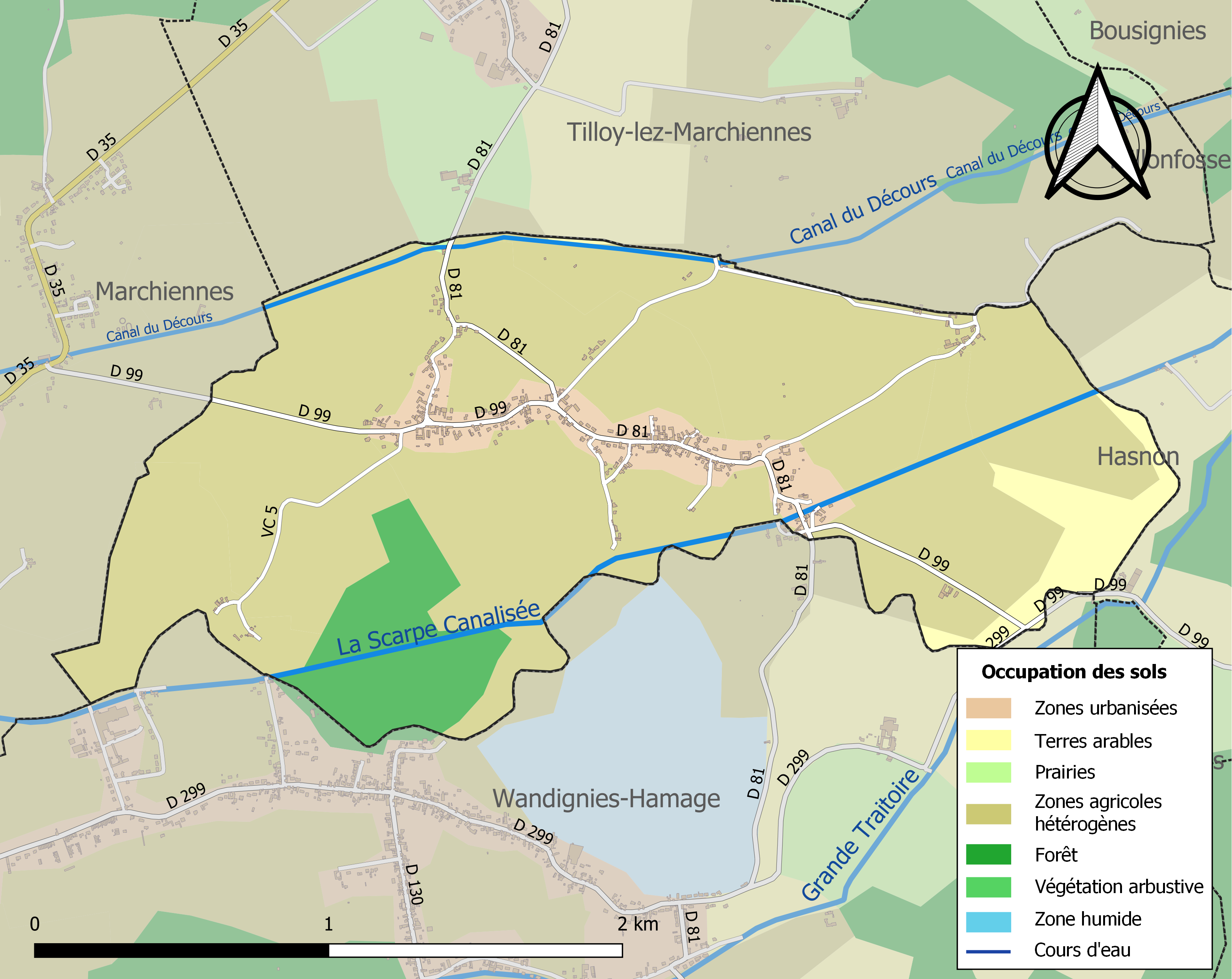
Carte des infrastructures et de l'occupation des sols de la commune en 2018 (CLC).

L'occupation des sols de la commune, telle qu'elle ressort de la base de données européenne d'occupation biophysique des sols Corine Land Cover (CLC), est marquée par l'importance des territoires agricoles (84,9 % en 2018), une proportion identique à celle de 1990 (84,9 %).
La répartition détaillée en 2018 est la suivante : zones agricoles hétérogènes (80 %), forêts (8 %), zones urbanisées (7 %), terres arables (4,8 %), prairies (0,1 %).
L'évolution de l'occupation des sols de la commune et de ses infrastructures peut être observée sur les différentes représentations cartographiques du territoire : la carte de Cassini (XVIIIe siècle), la carte d'état-major (1820-1866) et les cartes ou photos aériennes de l'IGN pour la période actuelle (1950 à aujourd'hui).

### Habitat et logement
En 2021, le nombre total de logements dans la commune était de 232, alors qu'il était de 215 en 2016 et de 212 en 2011. Parmi ces logements, 94,7 % étaient des résidences principales, 0,5 % des résidences secondaires et 4,7 % des logements vacants. Ces logements étaient pour 97,2 % d'entre eux des maisons individuelles et pour 2,4 % des appartements. Le tableau ci-dessous présente la typologie des logements à Warlaing en 2021 en comparaison avec celle du Nord et de la France entière. Une caractéristique marquante du parc de logements est ainsi la faible proportion des résidences secondaires et logements occasionnels (0,5 %) par rapport au département (1,8 %) et à la France entière (9,7 %).
| Typologie                                               | Warlaing | Nord | France entière |
| ------------------------------------------------------- | -------- | ---- | -------------- |
| Résidences principales (en %)                           | 94,7     | 90,9 | 82,2           |
| Résidences secondaires et logements occasionnels (en %) | 0,5      | 1,8  | 9,7            |
| Logements vacants (en %)                                | 4,7      | 7,4  | 8,1            |

### Voies de communication et transports
Warlaing est desservie par des routes du réseau départemental du Nord, et est aisément accessible depuis l'ancienne route nationale 357 (actuelle RD 957) qui lui donne accès aux autoroutes A23 et A21.
La commune est desservie par la ligne 121 du réseau de transports en commun de Douai, dénommé Évéole.

## Toponymie

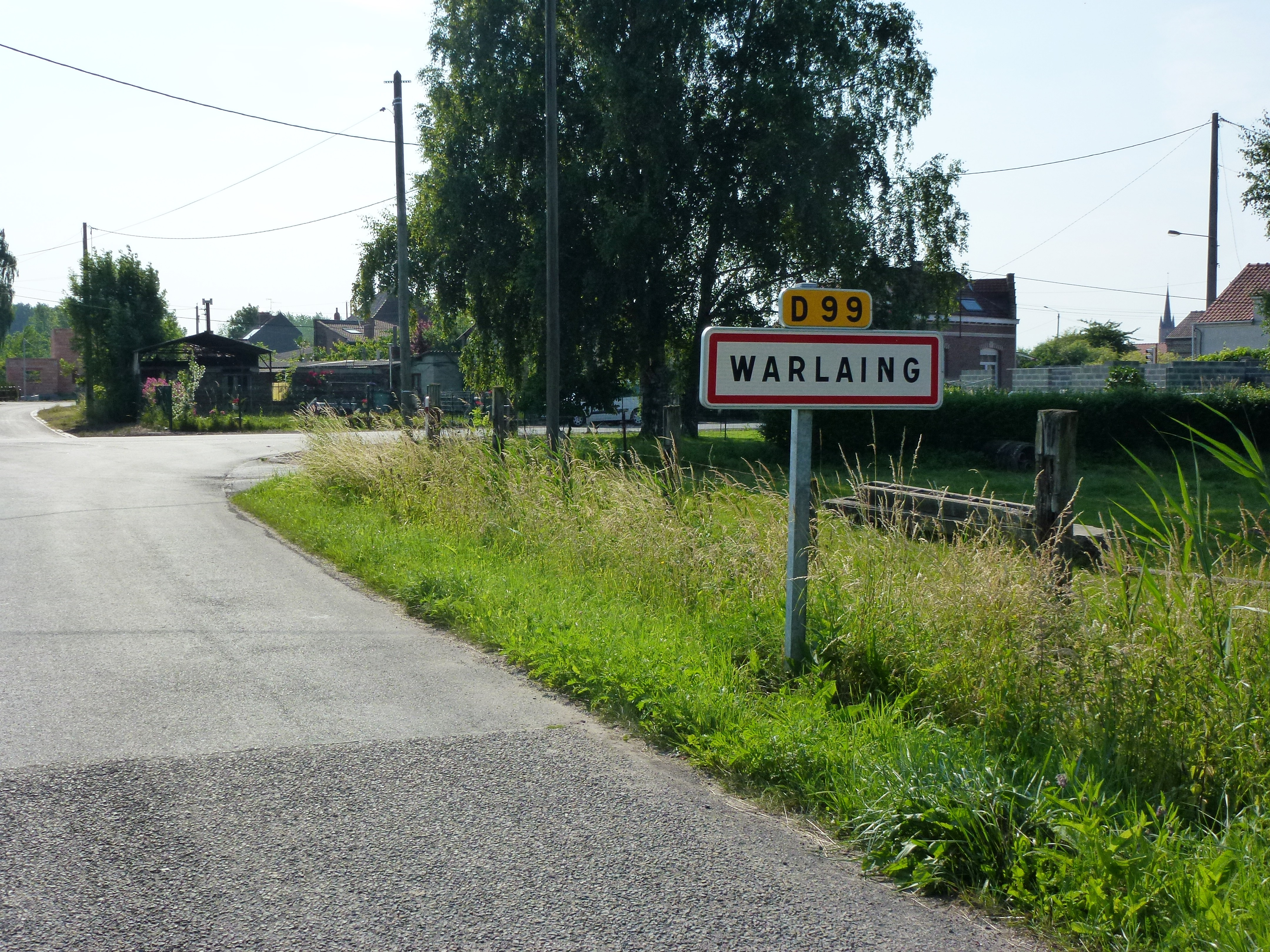

Le nom de la localité est attesté sous les formes Warlemium en 1046, Warlaing en 1123.

## Histoire

### Moyen Âge
Jean de Landas, chevalier, est seigneur de Warlain et Sainghin-en Mélantois vers 1299.

### Temps modernes
En 1634, Claude de Haynin est seigneur de Warlaing, Quérénaing, Baudimont, prévôt de Valenciennes. Il est d'une famille noble depuis plus de 200 ans. Le 16 mars 1634, des lettres données à Madrid lui accordent la chevalerie.
En février 1698, la terre de Quérénaing, mouvante du roi à cause du comté du Hainaut, est érigée en marquisat  au profit de Philippe Louis de Haynin (maison de Haynin). La terre de Quérénaing consiste en un beau château revêtu de murailles, tours, pont-levis, basse-cour, colombier, grand plantis d'arbres et terres labourables, consistant en 1100 mencaudées (une mencaudée vaut 35 à 45 ares soit au total de l'ordre de 440 hectares) de terres avec haute, moyenne et basse justice (justice seigneuriale), en y incorporant la terre et seigneurie de Warlaing ayant haute, moyenne et basse justice, grande quantité de prairies et bois, terres labourables, plusieurs mouvances, droits seigneuriaux, etc., par lettres données à Versailles et enregistrées le 12 avril suivant. Philippe Louis de Haynin est écuyer, seigneur de Quérénaing, Warlaing, etc., fils du seigneur de Quérénaing et de Thérèse de Lens, fille d'honneur de la duchesse d'Orléans et fille et sœur des comtes de Blendecques, maison alliée aux plus illustres familles de Flandre, ayant été reçue aux chapitres de Nivelles (abbaye de Nivelles), Denain (abbaye de Denain) et autres. Il a épousé Marie Madeleine Charlotte Damman, fille du vicomte Damman d'Hérines, grand bailli de la ville et pays de Tournai. Il a pour armes « D'or à la croix dentelée de gueules, l'écu brisé au premier canton d'une tête de sanglier de sable ».
La terre de Warlaing passe ensuite à la maison de Nédonchel par le mariage de Thérèse Louise Antoinette de Haynin, marquise de Quérénaing, avec Octave Alexandre de Nédonchel (1697-1756), chevalier, baron de Bouvignies et de Ravensberghe (seigneurs de Ravensberghe).
Par une ordonnance du 18 mars 1836, Alnes et Warlaing fusionnent, le chef-lieu est fixé à Alnes et la commune ainsi créée prend le nom d'Alnes.

## Politique et administration

### Rattachements administratifs et électoraux

#### Rattachements administratifs
La commune se trouve dans l'arrondissement de Douai du département du Nord.
Elle faisait partie depuis 1793 du canton de Marchiennes. Dans le cadre du redécoupage cantonal de 2014 en France, cette circonscription administrative territoriale a disparu, et le canton n'est plus qu'une circonscription électorale.

#### Rattachements électoraux
Pour les élections départementales, la commune fait partie depuis 2014 du canton de Sin-le-Noble.
Pour l'élection des députés, elle fait partie de la seizième circonscription du Nord.

### Intercommunalité
Warlaing était membre de la  communauté de Communes de l'Est du Douaisis (CCED), un établissement public de coopération intercommunale (EPCI) à fiscalité propre créé fin 2000 et auquel la commune a transféré un certain nombre de ses compétences, dans les conditions déterminées par le Code général des collectivités territoriales.
En 2006, cette intercommunalité prend le nom de communauté de communes Cœur d'Ostrevent puis, en 2025, se transforme en communauté d'agglomération sous la dénomination de communauté d'agglomération Cœur d'Ostrevent. La commune en est donc membre.

### Liste des maires
| Période                                  | Période                       | Identité                       | Étiquette   | Qualité |
| ---------------------------------------- | ----------------------------- | ------------------------------ | ----------- | --- |
| Les données manquantes sont à compléter. |                               |                                |             | |
|                                          |                               |                                |             | |
| avant 1803                               | après 1808                    | M. Havez                       |             | |
|                                          |                               |                                |             | |
| 1881 ou avant                            |                               | Alfred Monier                  |             | |
|                                          |                               |                                |             | |
|                                          |                               | Fidèle Dourge[réf. nécessaire] |             | |
| 1959                                     | 1989                          | Alfred Dalloy                  |             | agriculteur |
|                                          |                               |                                |             | |
|                                          | 1997                          | Francis Griboval               |             | |
| 1997                                     | En cours (au 29 octobre 2024) | Patrice Bricout                | DVD puis SE | ancien directeur territorial de La Poste, vice-président de la CC puis CA Cœur d'Ostrevent ( ? → ), réélu pour le mandat 2020-2026, |

| Période                                  | Période | Identité   | Étiquette | Qualité |
| ---------------------------------------- | ------- | ---------- | --------- | ------- |
| Les données manquantes sont à compléter. |         |            |           |         |
|                                          |         |            |           |         |
| avant 1803                               |         | N. Lesur   |           |         |
| avant 1807                               |         | M. Briquet |           |         |

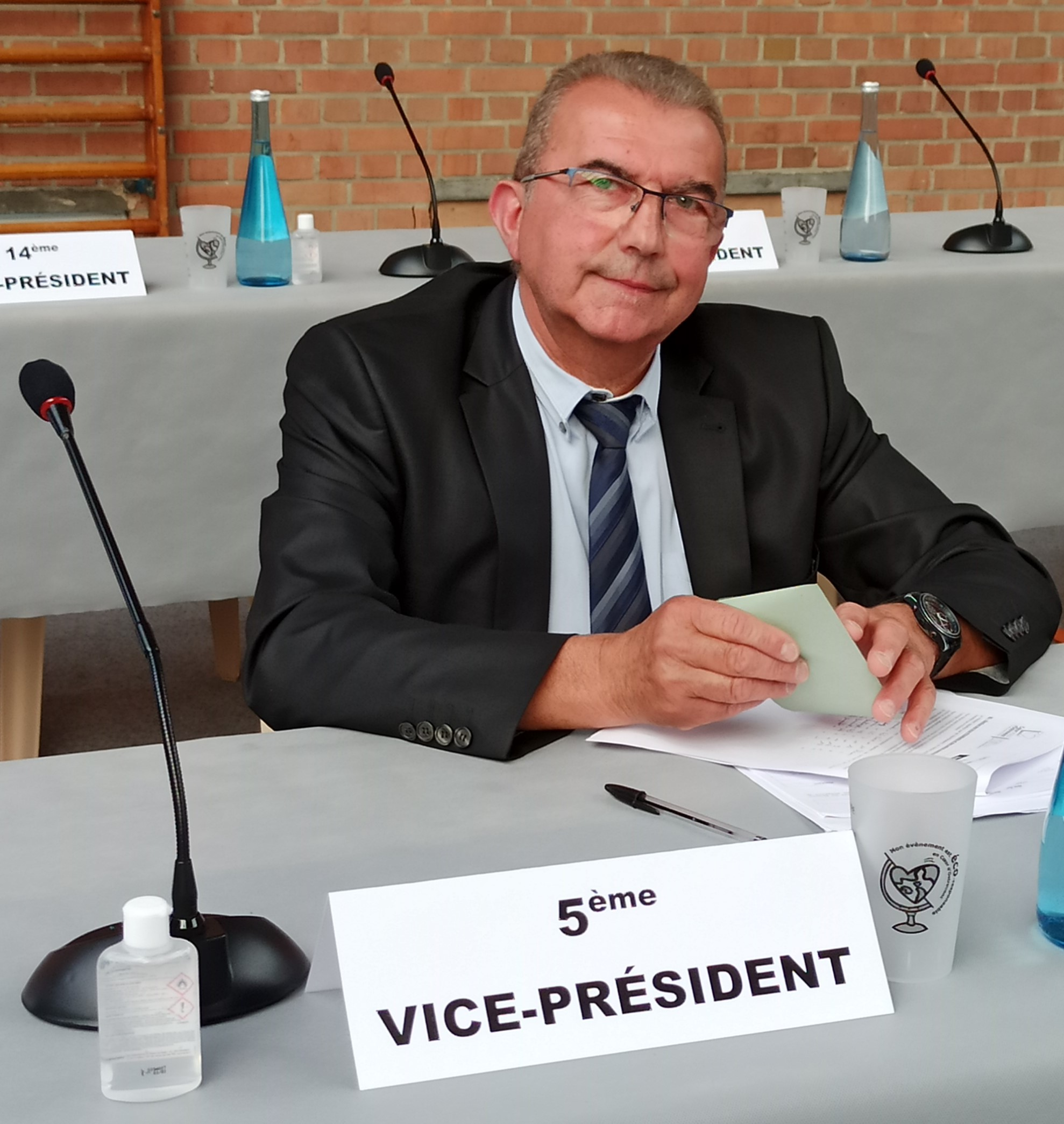
Patrice Bricout au conseil de l'intercommunalité en 2020.

## Équipements et services publics
- Salle des fêtes[37]
- Bibliothèque, incluse dans le réseau de lecture publique de l'intercommunalité[37],[38].

### Enseignement
La commune dispose de l'école Van-Der-Meersch, une école numérique rurale[C'est-à-dire ?],, qui, en 2022, compte 70 élèves dont 25 en maternelle.

## Population et société

### Démographie

#### Gentilé
Les habitants sont les Warlaingeois et les Warlaingeoises.

#### Évolution démographique
L'évolution du nombre d'habitants est connue à travers les recensements de la population effectués dans la commune depuis 1793. Pour les communes de moins de 10 000 habitants, une enquête de recensement portant sur toute la population est réalisée tous les cinq ans, les populations de référence des années intermédiaires étant quant à elles estimées par interpolation ou extrapolation. Pour la commune, le premier recensement exhaustif entrant dans le cadre du nouveau dispositif a été réalisé en 2007.

En 2022, la commune comptait 599 habitants, en évolution de +5,09 % par rapport à 2016 (Nord : +0,51 %, France hors Mayotte : +2,11 %).
| 1793 | 1800 | 1806 | 1821 | 1831 | 1836 | 1841 | 1846 | 1851 |
| ---- | ---- | ---- | ---- | ---- | ---- | ---- | ---- | ---- |
| 206  | 214  | 250  | 281  | 278  | 521  | 564  | 565  | 620  |

| 1856 | 1861 | 1866 | 1872 | 1876 | 1881 | 1886 | 1891 | 1896 |
| ---- | ---- | ---- | ---- | ---- | ---- | ---- | ---- | ---- |
| 655  | 672  | 686  | 686  | 659  | 654  | 632  | 647  | 619  |

| 1901 | 1906 | 1911 | 1921 | 1926 | 1931 | 1936 | 1946 | 1954 |
| ---- | ---- | ---- | ---- | ---- | ---- | ---- | ---- | ---- |
| 596  | 579  | 572  | 508  | 513  | 489  | 466  | 424  | 431  |

| 1962 | 1968 | 1975 | 1982 | 1990 | 1999 | 2006 | 2007 | 2012 |
| ---- | ---- | ---- | ---- | ---- | ---- | ---- | ---- | ---- |
| 431  | 359  | 352  | 340  | 381  | 461  | 549  | 562  | 542  |

| 2017 | 2022 | - | - | - | - | - | - | - |
| ---- | ---- | - | - | - | - | - | - | - |
| 579  | 599  | - | - | - | - | - | - | - |

#### Pyramide des âges
La population de la commune est relativement jeune.
En 2018, le taux de personnes d'un âge inférieur à 30 ans s'élève à 37,4 %, soit en dessous de la moyenne départementale (39,5 %). À l'inverse, le taux de personnes d'âge supérieur à 60 ans est de 17,9 % la même année, alors qu'il est de 22,5 % au niveau départemental.
En 2018, la commune comptait 297 hommes pour 283 femmes, soit un taux de 51,21 % d'hommes, largement supérieur au taux départemental (48,23 %).
Les pyramides des âges de la commune et du département s'établissent comme suit.
| Hommes | Classe d’âge | Femmes |
| ------ | ------------ | ------ |
| 0,0    | 90 ou +      | 0,0    |
| 3,7    | 75-89 ans    | 5,4    |
| 13,9   | 60-74 ans    | 12,9   |
| 26,6   | 45-59 ans    | 24,9   |
| 16,8   | 30-44 ans    | 21,2   |
| 18,8   | 15-29 ans    | 14,8   |
| 20,1   | 0-14 ans     | 20,8   |

| Hommes | Classe d’âge | Femmes |
| ------ | ------------ | ------ |
| 0,5    | 90 ou +      | 1,4    |
| 5,3    | 75-89 ans    | 8,1    |
| 14,8   | 60-74 ans    | 16,2   |
| 19,1   | 45-59 ans    | 18,4   |
| 19,5   | 30-44 ans    | 18,7   |
| 20,7   | 15-29 ans    | 19,1   |
| 20,2   | 0-14 ans     | 18     |

### Manifestations culturelles et festivités
La 3e fête de la nature, de la gourmandise et des saveurs d’automne a eu lieu fin octobre 2023.

## Culture locale et patrimoine

### Lieux et monuments
- L'église Notre-Dame-de-l'Assomption, construite vers 1852 en néogothique  par l'architecte lillois Charles Leroy, auteur de nombreux édifices religieux dans le Nord, notamment de la cathédrale Notre-Dame-de-la-Treille[47].
L'édifice a été complètement restauré en 2011[37].

- La mairie, installée depuis 1985 dans l'ancien presbytère, qui était jusqu'au milieu du XIXe siècle la demeure de la famille Sang, riches industriels ayant fait fortune au Brésil, et qui lui avait été achetée par la commune en 1879[37],[48].

- Château de Warlaing : désormais en ruines, il a été détruit par les armées de Louis XIV.
- La Scarpe, son écluse et le pont-bascule.
- Neuf chapelles et oratoires, datant de la fin du XVIIIe et du début du XIXe siècle[37], dont la chapelle Notre-Dame-de-la-Victoire.

- Réplique de la grotte de Lourde, une des huit du Douaisis[49].

- Un tilleul remarquable, datant de la fin du XIXe siècle, se trouve dans la cour de l'école[37].

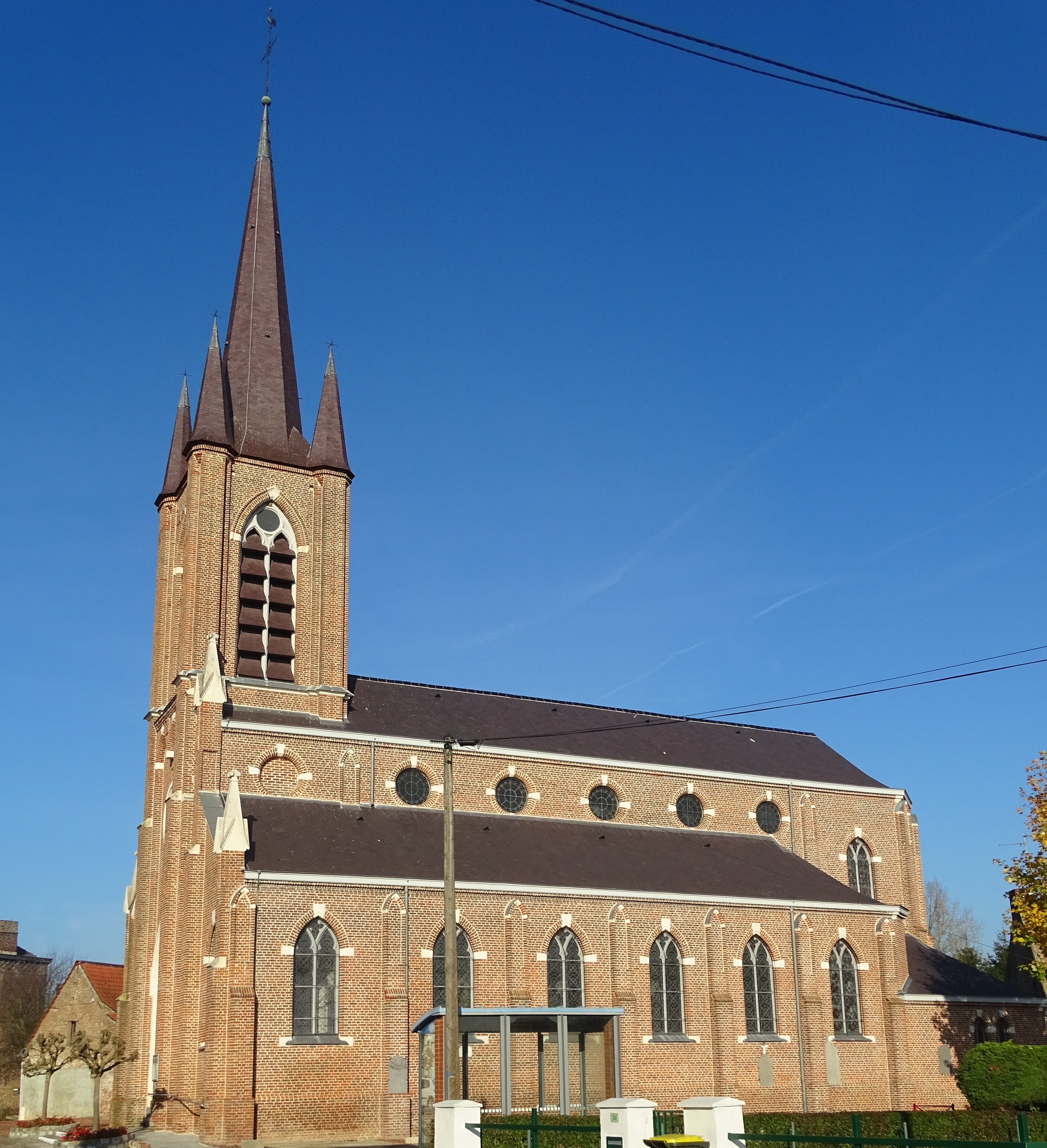
L'église Notre-Dame-de-l'Assomption...
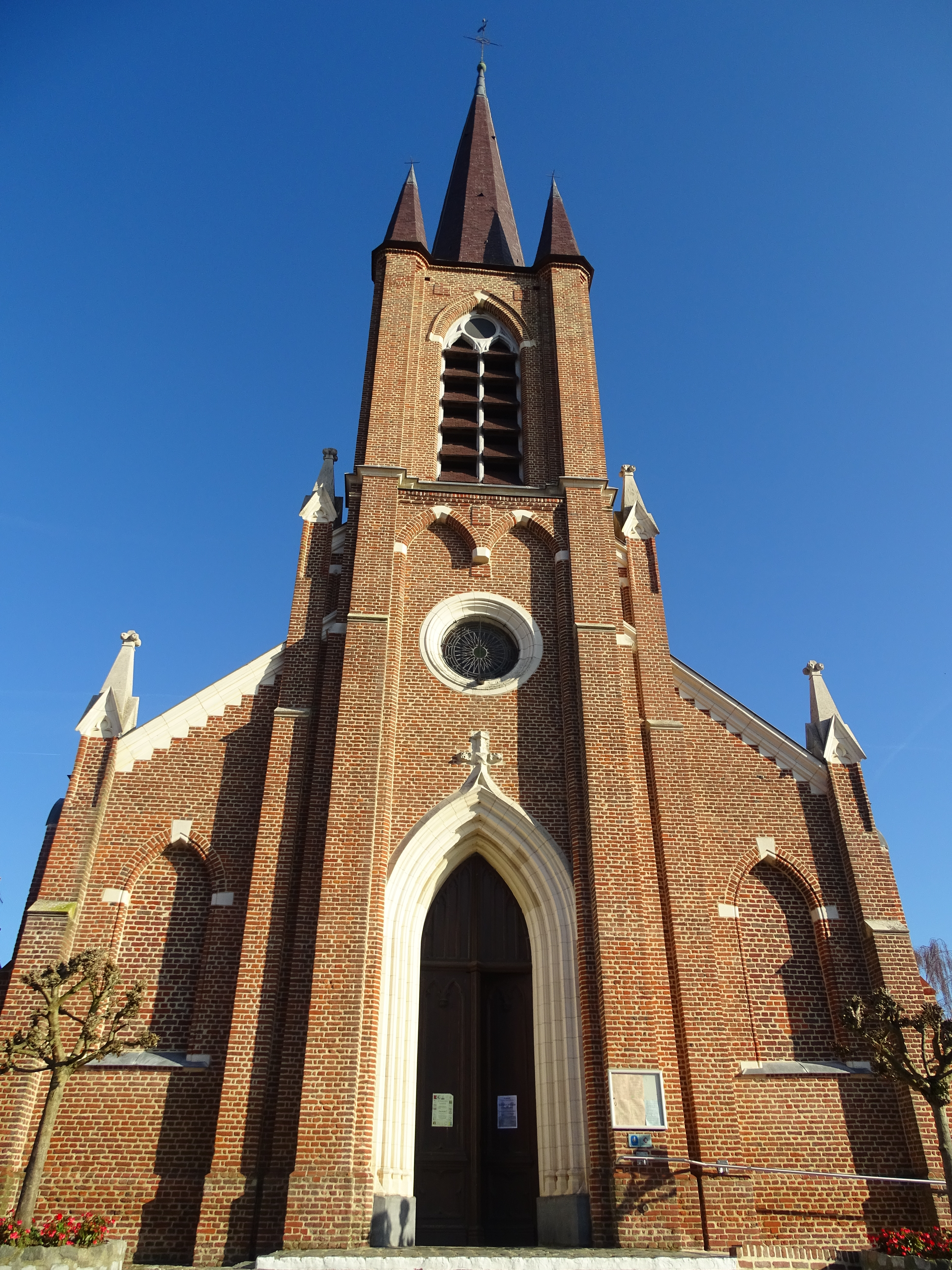
...et sa façade.
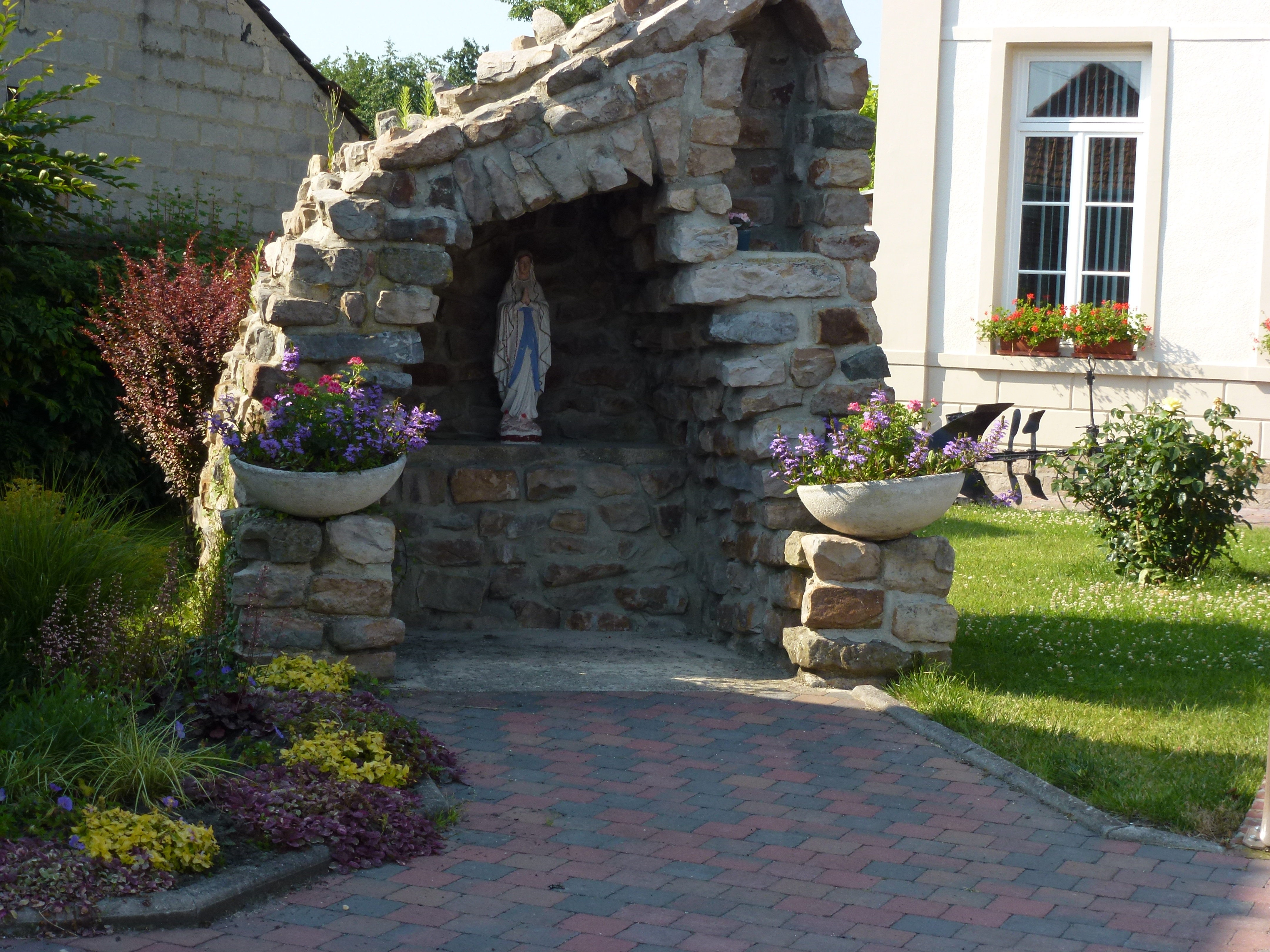
Réplique de la grotte de Lourdes.

### Héraldique
| Blason de Warlaing | Blason  | D'or, à la croix engrêlée de gueules                                                                                        |
| Blason de Warlaing | Détails | Les armes de Warlaing sont celles de la Maison de Haynin[réf. nécessaire]. Le statut officiel du blason reste à déterminer. |

## Pour approfondir